# Championnat d'Angola de football 2009
Navigation
Saison précédente Saison suivante
La saison 2009 du Championnat d'Angola de football est la trente-et-unième édition de la première division en Angola. Les quatorze meilleures équipes du pays sont regroupées au sein d'une poule unique où elles s'affrontent deux fois, à domicile et à l'extérieur. En fin de saison, afin de permettre le passage du championnat de 14 à 16 clubs, les trois vainqueurs des poules de Gira Angola, la deuxième division angolaise, sont promus tandis que les deuxièmes disputent une poule de promotion-relégation en compagnie des trois derniers du classement de Girabola.
C'est le club du Petro Luanda, tenant du titre, qui remporte à nouveau le championnat cette saison après avoir terminé en tête du classement, avec huit points d'avance sur le Clube Recreativo Desportivo Libolo et neuf sur le Sport Luanda e Benfica, l'un des clubs promus. C'est le 15e titre de champion d'Angola de l'histoire du club.
Le vainqueur du championnat et son dauphin se qualifient pour la Ligue des champions de la CAF, tandis que le vainqueur de la Taça Angola obtient son billet pour la Coupe de la confédération, tout comme le troisième du classement général.

## Clubs participants
- Primeiro de Agosto
- Kabuscorp SC
- Inter Luanda
- Petro Luanda
- Académica Petróleo Kwanda Soyo - Promu de Gira Angola
- Atlético Sport Aviação
- Recreativo da Caála - Promu de Gira Angola
- Sport Luanda e Benfica
- Santos Futebol Clube de Angola
- Onze Bravos do Maqui
- Académica Lobito - Promu de Gira Angola
- EC Primeiro de Maio
- Desportivo Huila
- Clube Recreativo Desportivo Libolo

## Compétition
Le barème de points servant à établir les classements se décompose ainsi :
- Victoire : 3 points
- Match nul : 1 point
- Défaite : 0 point

### Classement
| Rang | Équipe                             | Pts | J  | G  | N | P  | Bp | Bc | Diff |
| ---- | ---------------------------------- | --- | -- | -- | - | -- | -- | -- | ---- |
| 1    | Petro LuandaT                      | 56  | 26 | 17 | 5 | 4  | 44 | 21 | +23  |
| 2    | Clube Recreativo Desportivo Libolo | 48  | 26 | 14 | 6 | 6  | 48 | 29 | +19  |
| 3    | Sport Luanda e Benfica             | 47  | 26 | 14 | 5 | 7  | 42 | 32 | +10  |
| 4    | Primeiro de AgostoC                | 45  | 26 | 13 | 6 | 7  | 47 | 30 | +17  |
| 5    | Académica Petróleo Kwanda SoyoP    | 39  | 26 | 12 | 3 | 11 | 33 | 36 | -3   |
| 6    | Santos Futebol Clube de Angola     | 36  | 26 | 9  | 9 | 8  | 29 | 29 | 0    |
| 7    | Atlético Sport Aviação             | 35  | 26 | 9  | 8 | 9  | 34 | 28 | +6   |
| 8    | Inter Luanda                       | 33  | 26 | 8  | 9 | 9  | 33 | 26 | +7   |
| 9    | Recreativo da CaálaP               | 33  | 26 | 9  | 6 | 11 | 28 | 30 | -2   |
| 10   | Onze Bravos do Maqui               | 32  | 26 | 8  | 8 | 10 | 24 | 33 | -9   |
| 11   | Desportivo Huila                   | 31  | 26 | 9  | 4 | 13 | 22 | 30 | -8   |
| 12   | Kabuscorp SC                       | 29  | 26 | 7  | 8 | 11 | 37 | 39 | -2   |
| 13   | EC Primeiro de Maio                | 23  | 26 | 6  | 5 | 15 | 20 | 39 | -19  |
| 14   | Académica LobitoP                  | 17  | 26 | 5  | 2 | 19 | 14 | 53 | -39  |

|  | Qualification pour la Ligue des champions de la CAF 2010                  |
|  | Qualification pour la Coupe de la confédération 2010                      |
|  | Participation au barrage de promotion-relégation                          |
|  | T: Tenant du titre C: Vainqueur de la Taça Angola P: Promu de Gira Angola |

- Sport Luanda e Benfica ne peut pas participer à la prochaine édition de la Coupe de la confédération par suite de son exclusion lors de l'édition 2007, après avoir aligné un joueur non qualifié.

### Barrage de promotion-relégation
Les trois derniers du classement retrouvent les trois duaphins des groupes régionaux de Gira Angola au sein d'une poule unique où les équipes se rencontrent une seule fois. Les deux premiers accèdent ou se maintiennent en Girabola, les quatre derniers joueront en Gira Angola la saison prochaine.
| Rang | Équipe                        | Pts | J | G | N | P | Bp | Bc | Diff |
| ---- | ----------------------------- | --- | - | - | - | - | -- | -- | ---- |
| 1    | Kabuscorp SC                  | 10  | 4 | 3 | 1 | 0 | 6  | 2  | +4   |
| 2    | Sporting Cabinda (D2)         | 9   | 4 | 3 | 0 | 1 | 7  | 2  | +5   |
| 3    | EC Primeiro de Maio           | 7   | 4 | 2 | 1 | 1 | 5  | 3  | +2   |
| 4    | Petro Atlético Huambo (D2)    | 3   | 4 | 1 | 0 | 3 | 7  | 11 | -4   |
| 5    | Académica Lobito              | 0   | 4 | 0 | 0 | 4 | 2  | 9  | -7   |
| 6    | GD Casa Helú (D2) disqualifié |     |   |   |   |   |    |    |      |

|  | Promotion en Girabola             |
|  | Relégation directe en Gira Angola |

- GD Casa Helú est disqualifié après deux forfaits lors de ses deux premiers matchs.

## Bilan de la saison
| Championnat d'Angola de football 2009 |                                    |
| Champion                              | Petro Luanda (15e titre)           |
| Coupes et trophées                    |                                    |
| Vainqueur de la Coupe d'Angola 2009   | Primeiro de Agosto                 |
| Qualifications continentales          |                                    |
| Ligue des champions de la CAF 2010    | Petro Luanda                       |
| Ligue des champions de la CAF 2010    | Clube Recreativo Desportivo Libolo |
| Coupe de la confédération 2010        | Primeiro de Agosto                 |
| Coupe de la confédération 2010        | Académica Petróleo Kwanda Soyo     |
| Promotions et relégations             |                                    |
| Promus en Girabola                    | FC Cabinda                         |
| Promus en Girabola                    | Sporting Cabinda                   |
| Promus en Girabola                    | Sport Lubango e Benfica            |
| Promus en Girabola                    | Sagrada Esperança                  |
| Relégués en Gira Angola               | EC Primeiro de Maio                |
| Relégués en Gira Angola               | Académica Lobito                   |